# Gliese-catalogus
De Gliese-catalogus is een moderne stercatalogus die sterren vermeldt die dichter dan 25 parsec (81,54 lichtjaar) van de zon staan.
De eerste editie werd in 1957 gepubliceerd door de Duitse astronoom Wilhelm Gliese en bevatte 915 sterren, die namen kregen die beginnen met Gl NNN, gevolgd door een nummer maar vaker worden aangeduid als 'Gliese NNN'. Met de edities in 1979 en 1991 (van Wilhelm Gliese en Hartmut Jahreiß) is de catalogus uitgebreid tot de huidige versie van 3803 sterren. In de nieuwere edities werden de sterren een code meegegeven met als codebegin GJ NNNN.
Bekende sterren uit de Gliese catalogus zijn Vega (Gl 721), Capella (Gl 194) en Altair (Gl 768).
Bekend is Gliese 581. Om deze ster werd in september 2010 een planeet ontdekt die mogelijk vloeibaar water heeft.